# 拉熱阿杜 (托坎廷斯州)

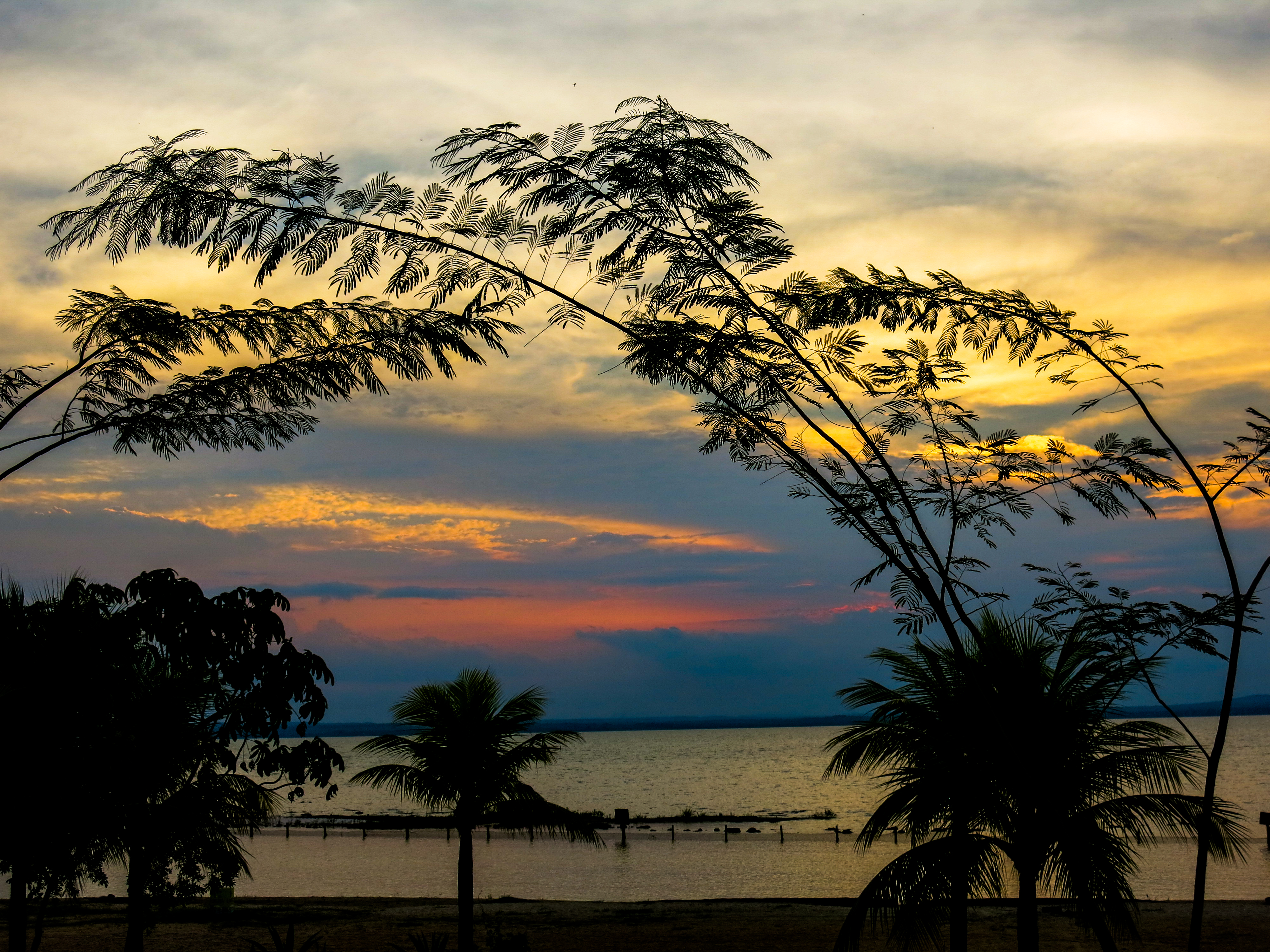
拉熱阿杜

拉熱阿杜（葡萄牙語：Lajeado），是巴西的城鎮，位於該國中部，由托坎廷斯州負責管轄，面積322平方公里，海拔高度202米，2012年人口2,838，人口密度每平方公里8.8人。
9°45′3″S 48°21′28″W / 9.75083°S 48.35778°W